# Lagune Pastos Grandes
La laguna Pastos Grandes est un lac d'une superficie de 120 km2 et perchée à 4 220 m d'altitude est située dans le département de Potosí en Bolivie.